# Weduwe van Giovanni Francesco Bianco
De weduwe van Giovanni Francesco Bianco ( - Messina, 1642) was een uitgeefster en drukker in de stadsstaat Messina, een semiautonoom gebied binnen het Spaanse koninkrijk Sicilië.

## Levensloop
Zij nam de uitgeverij-drukkerij van haar man Giovanni Francesco Bianco over in 1636. In deze periode was het vrouwen niet toegelaten hun eigen naam te gebruiken in een bedrijf, noch klantenbestanden aan te leggen of commerciële activiteiten te leiden. De weduwe mocht dit wel doen door het bedrijf van haar overleden man verder te zetten. De weduwe van Giovanni Francesco Bianco was een van meerdere weduwen die aldus boeken uitgaven in Messina. Andere weduwen waren deze van Francesco Gaipo (1767-1780), Giuseppe Rosone (1779-1781), Antonino d’Amico Arena (1812) en Giovanni Del Nobolo (1817-1823).
De weduwe van Giovanni Francesco Bianco gaf gemiddeld tien boeken per jaar uit. Het gemiddelde van een uitgeverij in Messina in de 17e eeuw was slechts negen boeken per jaar.
Haar drukmerk bevatte een tekening van een witte wolf die over het land loopt naar de zee. Haar leuze was ‘D’Esser bianco mi pregio’, of ‘wit zijn typeert me’. Dit was een toespeling op de familienaam. Het type boek dat ze uitgaf, waren religieuze, botanische of zoölogische werken. Zo drukte zij geïllustreerde werken van professor Pietro Castelli, de stichter van de Botanische Tuin van de universiteit van Messina.
Documenten over haar identiteit gingen verloren toen de Spanjaarden lelijk huis hielden bij het onderdrukken van de opstand in 1678, dat een onderdeel was van de Hollandse Oorlog.